# Floridaceras
Floridaceras es un género extinto  de la familia de los Rhinocerotidae, endémico de América del Norte que vivió durante el Mioceno  hace entre 20,43 y 15,97 millones de años aproximadamente.

## Taxonomía
Floridaceras fue nombrado por Wood (1964). Su especie tipo es  Floridaceras whitei. Fue asignado a los  Rhinocerotidae por Wood (1964) y Carroll (1988); y  a los  Aceratheriinae por Prothero (1998).

## Distribución fósil
El único yacimiento conocido es el yacimiento Thomas Farm en el  condado de Gilchrist, Florida, ~20,43—15,97 Ma.